# Équipe de Taïwan féminine de volley-ball
L'équipe de Taïwan féminine de volley-ball est composée des meilleures joueuses taïwanaises sélectionnées par la Fédération taïwanaise de volley-ball (Chinese Taipei Volleyball Association, CTVA). Elle est actuellement classée au 58e rang de la Fédération internationale de volley-ball au 11 juillet 2022.

## Sélection actuelle
Sélection pour le Grand Prix Mondial 2010.

Entraîneur : Norimasa Sakakuchi  ; entraîneur-adjoint : Wan Ting Lin 

## Palmarès et parcours

### Palmarès
- Jeux asiatiques
  - Troisième : 2006

### Parcours

#### Championnat du monde
| - 1952 : non qualifiée - 1956 : non qualifiée - 1960 : non qualifiée - 1962 : non qualifiée - 1967 : non qualifiée - 1970 : non qualifiée - 1974 : non qualifiée - 1978 : non qualifiée - 1982 : non qualifiée - 1986 : non qualifiée | - 1990 : 11e - 1994 : non qualifiée - 1998 : non qualifiée - 2002 : non qualifiée - 2006 : 12e - 2010 : non qualifiée |

#### Grand Prix Mondial
| - 1993 : non qualifié - 1994 : 12e - 1995 : non qualifié - 1996 : non qualifié - 1997 : non qualifié - 1998 : non qualifié - 1999 : non qualifié - 2000 : non qualifié - 2001 : non qualifié - 2002 : non qualifié | - 2003 : non qualifié - 2004 : non qualifié - 2005 : non qualifié - 2006 : non qualifié - 2007 : 12e - 2008 : non qualifié - 2009 : non qualifié - 2010 : 12e - 2011 : non qualifié - 2012 : 16e |

#### Championnat d'Asie et d'Océanie
| - 1975 : non qualifiée - 1979 : non qualifiée - 1983 : 4e - 1987 : non qualifiée - 1989 : 4e - 1991 : 5e - 1993 : 4e - 1995 : 4e - 1997 : 4e - 1999 : 5e | - 2001 : 5e - 2003 : 5e - 2005 : 5e - 2007 : 6e - 2009 : 6e - 2011 : 5e - 2013 : 7e - 2015 : 4e |

#### Coupe d'Asie
| - 2008 : 6e - 2010 : 6e - 2012 : 7e |

#### Jeux asiatiques
| - 1962 : non qualifiée - 1966 : non qualifiée - 1970 : non qualifiée - 1974 : non qualifiée - 1978 : non qualifiée - 1982 : non qualifiée - 1986 : non qualifiée - 1990 : 5e - 1994 : 4e - 1998 : 5e | - 2002 : 4e - 2006 : 3e - 2010 : 7e |